# Oscarverleihung 1953
Übersicht aller ausgezeichneten Filme

◄◄ | ◄ | 1949 | 1950 | 1951 | 1952 | Oscarverleihung 1953 | 1954 | 1955 | 1956 | 1957 | ► | ►►

Weitere Ereignisse
Die Oscarverleihung 1953 fand am 19. März 1953 im RKO Pantages Theatre in Los Angeles und im NBC International Theatre in New York City statt. Es waren die 25th Annual Academy Awards. Im Jahr der Auszeichnung werden immer Filme des vergangenen Jahres ausgezeichnet, in diesem Fall also die Filme des Jahres 1952. Die Oscarverleihung von 1953 war die erste Verleihung, die im Fernsehen in den USA und Kanada übertragen wurde.
| Film                                     | N | A |
| ---------------------------------------- | - | - |
| Moulin Rouge                             | 7 | 2 |
| Der Sieger                               | 7 | 2 |
| Zwölf Uhr mittags                        | 7 | 4 |
| Hans Christian Andersen und die Tänzerin | 6 | 0 |
| Stadt der Illusionen                     | 6 | 5 |
| Die größte Schau der Welt                | 5 | 2 |
| Viva Zapata!                             | 5 | 1 |
| Maskierte Herzen                         | 4 | 0 |
| Meine Cousine Rachel                     | 4 | 0 |
| Mit einem Lied im Herzen                 | 4 | 1 |
| Ivanhoe – Der schwarze Ritter            | 3 | 0 |
| Kehr zurück, kleine Sheba                | 3 | 1 |
| The Big Sky – Der weite Himmel           | 2 | 0 |
| Carrie                                   | 2 | 0 |
| Devil Take Us                            | 2 | 0 |
| Du sollst mein Glücksstern sein          | 2 | 0 |
| Der Fall Cicero                          | 2 | 0 |
| Das Glück kam über Nacht                 | 2 | 1 |
| Die lustige Witwe                        | 2 | 0 |
| Navajo                                   | 2 | 0 |
| Neighbours                               | 2 | 1 |
| Schnee am Kilimandscharo                 | 2 | 0 |
| Der unbekannte Feind                     | 2 | 1 |

## Moderation
Bob Hope (Los Angeles); Conrad Nagel (New York)

## Nominierungen und Gewinner

### Bester Film
präsentiert von Mary Pickford
Die größte Schau der Welt (The Greatest Show on Earth) – Cecil B. DeMille
Ivanhoe – Der schwarze Ritter (Ivanhoe) – Pandro S. Berman
Moulin Rouge – John Huston
Der Sieger (The Quiet Man) – Merian C. Cooper, John Ford
Zwölf Uhr mittags (High Noon) – Stanley Kramer

### Beste Regie
präsentiert von John Wayne
John Ford – Der Sieger (The Quiet Man)
Cecil B. DeMille – Die größte Schau der Welt (The Greatest Show on Earth)
John Huston – Moulin Rouge
Joseph L. Mankiewicz – Der Fall Cicero (5 Fingers)
Fred Zinnemann – Zwölf Uhr mittags (High Noon)

### Bester Hauptdarsteller
präsentiert von John Wayne
Gary Cooper – Zwölf Uhr mittags (High Noon)
Marlon Brando – Viva Zapata!
Kirk Douglas – Stadt der Illusionen (The Bad and the Beautiful)
José Ferrer – Moulin Rouge
Alec Guinness – Das Glück kam über Nacht (The Lavender Hill Mob)

### Beste Hauptdarstellerin
präsentiert von Fredric March
Shirley Booth – Kehr zurück, kleine Sheba (Come Back, Little Sheba)
Joan Crawford – Maskierte Herzen (Sudden Fear)
Bette Davis – The Star
Julie Harris – Das Mädchen Frankie (The Member of the Wedding)
Susan Hayward – Mit einem Lied im Herzen (With a Song in My Heart)

### Bester Nebendarsteller
präsentiert von Katherine DeMille
Anthony Quinn – Viva Zapata!
Richard Burton – Meine Cousine Rachel (My Cousin Rachel)
Arthur Hunnicutt – The Big Sky – Der weite Himmel (The Big Sky)
Victor McLaglen – Der Sieger (The Quiet Man)
Jack Palance – Maskierte Herzen (Sudden Fear)

### Beste Nebendarstellerin
präsentiert von Edmund Gwenn
Gloria Grahame – Stadt der Illusionen (The Bad and the Beautiful)
Jean Hagen – Du sollst mein Glücksstern sein (Singin’ in the Rain)
Colette Marchand – Moulin Rouge
Terry Moore – Kehr zurück, kleine Sheba (Come Back, Little Sheba)
Thelma Ritter – Mit einem Lied im Herzen (With a Song in My Heart)

### Bestes Originaldrehbuch
präsentiert von Dore Schary
T. E. B. Clarke – Das Glück kam über Nacht (The Lavender Hill Mob)
Sydney Boehm – Die Stadt der tausend Gefahren (The Atomic City)
Ruth Gordon, Garson Kanin – Pat und Mike (Pat and Mike)
Terence Rattigan – Der unbekannte Feind (The Sound Barrier)
John Steinbeck – Viva Zapata! (Viva Zapata!)

### Bestes adaptiertes Drehbuch
präsentiert von Dore Schary
Charles Schnee – Stadt der Illusionen (The Bad and the Beautiful)
Carl Foreman – Zwölf Uhr mittags (High Noon)
Roger MacDougall, John Dighton, Alexander Mackendrick – Der Mann im weißen Anzug (The Man in the White Suit)
Frank S. Nugent – Der Sieger (The Quiet Man)
Michael Wilson – Der Fall Cicero (5 Fingers)

### Beste Originalgeschichte
präsentiert von Dore Schary
Frank Cavett, Fredric M. Frank, Theodore St. John – Die größte Schau der Welt (The Greatest Show on Earth)
Edna Anhalt, Edward Anhalt – Der unsichtbare Schütze (The Sniper)
Martin Goldsmith, Jack Leonard – Um Haaresbreite (The Narrow Margin)
Leo McCarey – My Son John
Guy Trosper – Der Stolz von St. Louis (The Pride of St. Louis)

### Beste Kamera (Schwarzweißfilm)
präsentiert von Teresa Wright
Robert Surtees – Stadt der Illusionen (The Bad and the Beautiful)
Russell Harlan – The Big Sky – Der weite Himmel (The Big Sky)
Charles Lang – Maskierte Herzen (Sudden Fear)
Joseph LaShelle – Meine Cousine Rachel (My Cousin Rachel)
Virgil Miller – Navajo

### Beste Kamera (Farbfilm)
präsentiert von James Stewart
Winton C. Hoch, Archie Stout – Der Sieger (The Quiet Man)
George J. Folsey – Die goldene Nixe (Million Dollar Mermaid)
Leon Shamroy – Schnee am Kilimandscharo (The Snows of Kilimanjaro)
Harry Stradling Sr. – Hans Christian Andersen und die Tänzerin (Hans Christian Andersen)
Freddie Young – Ivanhoe – Der schwarze Ritter (Ivanhoe)

### Bestes Szenenbild (Schwarzweißfilm)
präsentiert von Joan Fontaine und James Stewart
Edward C. Carfagno, Cedric Gibbons, F. Keogh Gleason, Edwin B. Willis – Stadt der Illusionen (The Bad and the Beautiful)
Roland Anderson, Emile Kuri, Hal Pereira – Carrie
Claude E. Carpenter, Leland Fuller, Thomas Little, Lyle R. Wheeler – Viva Zapata!
John DeCuir, Walter M. Scott, Lyle R. Wheeler – Meine Cousine Rachel (My Cousin Rachel)
Haruzō Matsumoto, Sō Matsuyama – Rashomon – Das Lustwäldchen (Rashomon)

### Bestes Szenenbild (Farbfilm)
präsentiert von Joan Fontaine und James Stewart
Paul Sheriff, Marcel Vértes – Moulin Rouge
Howard Bristol, Antoni Clavé, Richard Day – Hans Christian Andersen und die Tänzerin (Hans Christian Andersen)
John DeCuir, Paul S. Fox, Thomas Little, Lyle R. Wheeler – Schnee am Kilimandscharo (The Snows of Kilimanjaro)
Cedric Gibbons, Paul Groesse, Arthur Krams, Edwin B. Willis – Die lustige Witwe (The Merry Widow)
Frank Hotaling, John McCarthy Jr., Charles S. Thompson – Der Sieger (The Quiet Man)

### Bestes Kostüm-Design (Schwarzweißfilm)
präsentiert von Ginger Rogers
Helen Rose – Stadt der Illusionen (The Bad and the Beautiful)
Edith Head – Carrie
Dorothy Jeakins, Charles Le Maire – Meine Cousine Rachel (My Cousin Rachel)
Jean Louis – Affäre in Trinidad (Affair in Trinidad)
Sheila O’Brien – Maskierte Herzen (Sudden Fear)

### Bestes Kostüm-Design (Farbfilm)
präsentiert von Ginger Rogers
Marcel Vértes – Moulin Rouge
Antoni Clavé, Barbara Karinska, Mary Wills – Hans Christian Andersen und die Tänzerin (Hans Christian Andersen)
Edith Head, Dorothy Jeakins, Miles White – Die größte Schau der Welt (The Greatest Show on Earth)
Charles Le Maire – Mit einem Lied im Herzen (With a Song in My Heart)
Helen Rose, Gile Steele – Die lustige Witwe (The Merry Widow)

### Beste Filmmusik (Drama/Komödie)
präsentiert von Walt Disney
Dimitri Tiomkin – Zwölf Uhr mittags (High Noon)
Herschel Burke Gilbert – Ich bin ein Atomspion (The Thief)
Alex North – Viva Zapata!
Miklós Rózsa – Ivanhoe – Der schwarze Ritter (Ivanhoe)
Max Steiner – Die Heilige von Fatima (The Miracle of Our Lady of Fatima)

### Beste Filmmusik (Musical)
präsentiert von Walt Disney
Alfred Newman – Mit einem Lied im Herzen (With a Song in My Heart)
Ray Heindorf, Max Steiner – Jazz Singer (The Jazz Singer)
Lennie Hayton – Du sollst mein Glücksstern sein (Singin’ in the Rain)
Gian Carlo Menotti – Das Medium (The Medium)
Walter Scharf – Hans Christian Andersen und die Tänzerin (Hans Christian Andersen)

### Bester Schnitt
präsentiert von Frank Capra
Harry W. Gerstad, Elmo Williams – Zwölf Uhr mittags (High Noon)
William Austin – Sturmgeschwader Komet (Flat Top)
Anne Bauchens – Die größte Schau der Welt (The Greatest Show on Earth)
Ralph Kemplen – Moulin Rouge
Warren Low – Kehr zurück, kleine Sheba (Come Back, Little Sheba)

### Beste Tonmischung
präsentiert von Claire Trevor
London Film Sound Department – Der unbekannte Feind (The Sound Barrier)
Daniel J. Bloomberg – Der Sieger (The Quiet Man)
Thomas T. Moulton – Mit einem Lied im Herzen (With a Song in My Heart)
Pinewood SSD – Der Unwiderstehliche (The Card)
Gordon Sawyer – Hans Christian Andersen und die Tänzerin (Hans Christian Andersen)

### Bester Song
präsentiert von Walt Disney
High Noon (Do Not Forsake Me) aus Zwölf Uhr mittags (High Noon) – Dimitri Tiomkin, Ned Washington
Am I in Love aus Bleichgesicht Junior (Son of Paleface) – Jack Brooks
Because You’re Mine aus Mein Herz singt nur für Dich (Because You’re Mine) – Nikolaus Brodszky, Sammy Cahn
Thumbelina aus Hans Christian Andersen und die Tänzerin (Hans Christian Andersen) – Frank Loesser
Zing a Little Zong aus Nur für Dich (Just for You) – Leo Robin, Harry Warren

### Bester animierter Kurzfilm (Cartoon)
präsentiert von Ray Milland und Jane Wyman
Katz und Maus im Walzertakt (Johann Mouse) – Fred Quimby
Little Johnny Jet – Fred Quimby
Madeline – Stephen Bosustow
Pink and Blue Blues – Stephen Bosustow
The Romance of Transportation in Canada – Tom Daly

### Bester Kurzfilm (2 Filmrollen)
präsentiert von Ray Milland und Jane Wyman
Wasservögel (Water Birds) – Walt Disney
Bridge of Time – London Film Productions
Devil Take Us – Herbert Morgan
Thar She Blows! – Gordon Hollingshead

### Bester Kurzfilm (1 Filmrolle)
präsentiert von Ray Milland und Jane Wyman
Light in the Window – Boris Vermont
Athletes of the Saddle – Jack Eaton
Desert Killer – Gordon Hollingshead
Neighbours – Norman McLaren
Royal Scotland – Crown Film Unit

### Bester Dokumentarfilm (Kurzfilm)
präsentiert von Jean Hersholt
Neighbours – Norman McLaren
Devil Take Us – Herbert Morgan
The Garden Spider – Alberto Ancilotto
Man Alive! – Stephen Bosustow

### Bester Dokumentarfilm (Langfilm)
präsentiert von Jean Hersholt
Geheimnisse des Meeres (The Sea Around Us) – Irwin Allen
The Hoaxters – Dore Schary
Navajo – Hall Bartlett

### Beste Visuelle Effekte
präsentiert von Loretta Young
Schiff ohne Heimat (Plymouth Adventure)

## Ehrenpreise

### Ehrenoscar
Merian C. Cooper
Bob Hope
Harold Lloyd
George Alfred Mitchell
Joseph Schenck
Verbotene Spiele (Jeux interdits) von René Clément als bester fremdsprachiger Film des Jahres

### Irving G. Thalberg Memorial Award
Cecil B. DeMille

### Academy Award of Merit
Eastman Kodak Co.
Ansco Division, General Aniline and Film Corp.

### Scientific and Engineering Award
Technicolor Motion Picture Corp.

### Technical Achievement Award
Projection, Still Photographic and Development Engineering Departments/Metro-Goldwyn-Mayer
John G. Frayne, R. R. Scoville
Photo Research Corp.
Gustav Jirouch
Carlos Rivas